# Fernand Grosjean
Fernand Grosjean (* 5. Mai 1924 in Genf oder Montana VS; † 19. August 2015) war ein Schweizer Skirennfahrer und Grossvater väterlicherseits des französischen Formel-1-Rennfahrers Romain Grosjean.

## Biografie
Der gelernte Mechaniker Grosjean konnte bei den Schweizer Meisterschaften im alpinen Skisport vier Titel gewinnen. 1947 war er in der Kombination erfolgreich, 1952, 1954 (zeitgleich mit Georges Schneider) und 1955 gewann er die Slalommeisterschaften.
1948 nahm Grosjean an den Olympischen Winterspielen in St. Moritz teil. Im Abfahrtsrennen kam der Schweizer nach 3:03,1 Minuten als Achter ins Ziel, den Kombinationswettkampf beendete er mit einer Punktzahl von 16,61 auf dem 16. Platz. Bei den Alpinen Skiweltmeisterschaften 1950 in Aspen wurde Grosjean hinter dem Italiener Zeno Colò Vizeweltmeister im Riesenslalom (Zeit: 1:55,2 Minuten). Zwei Jahre später, bei den Spielen 1952 in Oslo, nahm Grosjean am Riesenslalomrennen teil, das er nach 2:33,8 Minuten und auf Rang 11 beendete. Im gleichen Jahr gewann er mit einer Laufzeit von 1:56 Minuten den Slalom des Arlberg-Kandahar-Rennens.